# Protestantse kerk (Bergeijk)
De Protestantse kerk is een van oorsprong Hervormd kerkgebouw in de Noord-Brabantse plaats Bergeijk, gelegen aan de Domineestraat 10.
Dit zaalkerkje werd gebouwd 1812 en is een zogenaamde Napoleonskerk, die de protestanten door toedoen van Lodewijk Napoleon kregen, nadat ze in 1798 de Hofkerk hadden moeten afstaan. De architect was Pieter Willems uit Bergeijk.
In 1857 werd het kerkje herbouwd.

## Gebouw
Het betreft een achtzijdig zaalkerkje waarvan twee zijden langer zijn dan de zes overige. Midden op het dak bevindt zich een dakruiter waarin zich een klok uit 1626 bevindt. Deze is afkomstig van het Kasteel Helmond. Het gebouw is een rijksmonument en werd in 1991 gerestaureerd, waarbij twee glas-in-loodramen zijn geplaatst.

## Interieur
Het mechanisch orgel is in neobarokke stijl uit 1963, gebouwd door de gebroeders Van Vulpen uit Utrecht. In 2015 werd het orgel verkocht en werd een nieuw Van Vulpen-orgel aangeschaft.

## Vergelijkbare en nabij gelegen kerkjes
- Witte kerkje (Bladel)
- Hervormde kerk (Eersel)
- Hervormde kerk (Hapert)
- Rode kerkje (Hoogeloon)